# Leptomastidea antillicola
Leptomastidea antillicola är en stekelart som beskrevs av Dozier 1937. Leptomastidea antillicola ingår i släktet Leptomastidea och familjen sköldlussteklar.
Artens utbredningsområde är Puerto Rico. Inga underarter finns listade i Catalogue of Life.